# Orignac
Orignac é uma comuna francesa na região administrativa de Occitânia, no departamento dos Altos Pirenéus. Estende-se por uma área de 9,91 km². Em 2010 a comuna tinha 250 habitantes (densidade: 25,2 hab./km²).